# مرا به زندگی بیاور
مرا به زندگی بیاور (به انگلیسی: Bring Me to Life) ترانه‌ای از گروه راک آمریکایی اونسنس (به انگلیسی: Evanescence)، به عنوان اولین تک‌آهنگ از آلبوم ساقط (به انگلیسی: Fallen) با همکاری پل مککوی است.